# Mildred K. Pope
Mildred Katherine Pope (* 28. Januar 1872 in Paddock Wood, Kent; † 1956 in Garford) war eine britische Romanistin.

## Leben und Werk
Pope schloss die Schulausbildung 1888 ab, studierte  ein Jahr in Leipzig, lehrte an der Schule und studierte ab 1891 Französisch am Somerville College in Oxford, fernbetreut von Paget Toynbee (1855–1932) aus Cambridge. Nach Studienabschluss (1893) und  Heidelbergaufenthalt  (bei Fritz Neumann) war sie Bibliothekarin (bis 1899), dann Dozentin für moderne Sprachen (bis 1934) am Somerville College, ging 1902 zum Studium nach Paris (bei Gaston Paris und Paul Meyer) und promovierte dort 1904 mit Étude sur la langue de frère Angier, suivie d'un glossaire de ses poèmes, thèse présentée à la Faculté des lettres de Paris, pour le doctorat de l'Université (Paris 1903).

Pope engagierte sich in Oxford als Frauenrechtlerin. Während des Weltkriegs leistete sie in Frankreich Sozialarbeit. Als die Frauen 1920 Vollmitglieder der Universität wurden, lehrte sie vorübergehend an der Taylor Institution, der Fakultät für europäische Sprachen. 1928 wurde sie (als Nachfolgerin von Edwin George Ross Waters, der den romanistischen Lehrstuhl übernahm) Reader in Oxford. Nach dem Tode von Waters 1930 bekam den Lehrstuhl nicht sie, sondern Alfred Ewert. Pope lehrte zur gleichen Stunde wie Ewert, gelegentlich über die gleichen Themen. Von 1934 bis 1940 besetzte sie den Lehrstuhl für romanische Philologie in Manchester (als Nachfolgerin von John Orr, 1885 bis 1966, und Kollegin von Eugène Vinaver, 1899 bis 1979). Ihr Nachfolger dort war T. B. W. Reid (1901–1981). Zu ihren Schülern gehörten Mary Dominica Legge (1905–1986) und Dorothy L. Sayers, die ihr in dem Roman Gaudy Night (1935) ein Denkmal setzte.
Pope ist vor allem bekannt für ihr Buch From Latin to modern French with especial consideration of Anglonorman, phonology and morphology (Manchester 1934, 2. Auflage 1952, 1973). Sie war Honorary Fellow von Somerville (1935) und Ehrendoktorin der Universität Bordeaux (1939), dies als erster weiblicher Ehrendoktor in Frankreich.

## Weitere Werke
- The Anglo-Norman element in our vocabulary, its significance for our civilization: the Philip Maurice Deneke lecture delivered at Lady Margaret Hall. Oxford, 2. Mai 1944, Manchester 1944.
- (Hrsg. zusammen mit Thomas Bertram Wallace Reid) The romance of Horn  by Thomas. Oxford 1955–1964.